# Dano
Dano (do latim damnum) é o mal, prejuízo, ofensa material ou moral causada por alguém a outrem, detentor de um bem juridicamente protegido. O dano ocorre quando esse bem é diminuído, inutilizado ou deteriorado, por ato nocivo e prejudicial, produzido pelo delito civil ou penal.
Segundo Clovis do Couto e Silva, a "concepção de dano era, tradicionalmente, uma noção naturalista", o que levava em consideração "o dano que um bem determinado sofreu". No entanto, houve uma preocupação legislativa e judicial em se "alargar a amplitude do dano indenizável de tal modo que se poderia qualificá-la como atividade jurisdicional arbitrária". 

## Tipos de dano
- Dano culposo
- Dano doloso
- Dano emergente
- Dano ex delicto
- Dano infecto
- Dano material
- Dano moral
- Dano processual
- Dano contratual
- Dano aquiliano
- Dano patrimonial